# Roemeens voetbalkampioenschap 1913/14

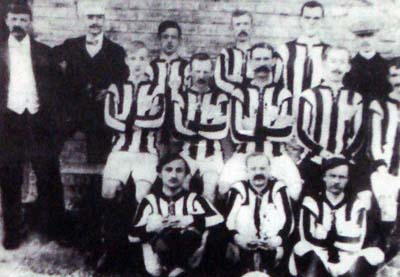
Team van Colentina 1913/14

In 1913/14 werd het vijfde kampioenschap in Roemenië georganiseerd. Colentina werd voor de tweede keer op rij kampioen.

## Eindstand
| Plaats | Team                     | Wed. | W | G | V | Doelpunten | Verschil | Ptn |
| ------ | ------------------------ | ---- | - | - | - | ---------- | -------- | --- |
| 1      | Colentina Boekarest      | 2    | 2 | 0 | 0 | 7 : 0      | +7       | 4   |
| 2      | Bukarester FC            | 2    | 0 | 1 | 1 | 1 : 3      | −2       | 1   |
| 3      | Cercul Atletic Boekarest | 2    | 0 | 1 | 1 | 1 : 6      | −5       | 1   |